# ATP Challenger Salzburg
Das ATP Challenger Salzburg (offizieller Name: Sparkasse Salzburg Open) war ein Tennisturnier in Salzburg, das von 2009 bis 2011 ausgetragen wurde. Es war Teil der ATP Challenger Tour und fand in der Halle auf Hartplatz statt. Zwischen 2021 und 2024 fand in Anif, bei Salzburg, erneut ein Turnier, diesmal im Freien auf Sandplatz, statt. Facundo Bagnis gewann 2021 sowohl im Einzel als auch im Doppel.

## Liste der Sieger

### Einzel
| Jahr                         | Sieger              | Finalgegner     | Ergebnis        |
| ---------------------------- | ------------------- | --------------- | --------------- |
| 2024                         | Alexander Ritschard | Kyrian Jacquet  | 6:4, 6:2        |
| 2023                         | Sebastian Ofner     | Lukas Neumayer  | 6:3, 6:2        |
| 2022                         | Thiago Monteiro     | Norbert Gombos  | 6:3, 7:62       |
| 2021                         | Facundo Bagnis      | Federico Coria  | 6:4, 3:6, 6:2   |
| 2012–2020: nicht ausgetragen |                     |                 |                 |
| 2011                         | Benoît Paire        | Grega Žemlja    | 6:76, 6:4, 6:4  |
| 2010                         | Conor Niland        | Jerzy Janowicz  | 7:65, 6:72, 6:3 |
| 2009                         | Michael Berrer      | Jarkko Nieminen | 6:74, 6:4, 6:4  |

### Doppel
| Jahr                         | Sieger                            | Finalgegner                                    | Ergebnis          |
| ---------------------------- | --------------------------------- | ---------------------------------------------- | ----------------- |
| 2024                         | Manuel Guinard Grégoire Jacq      | Petr Nouza Patrik Rikl                         | 2:6, 6:3, [14:12] |
| 2023                         | Andrei Golubew Denys Moltschanow  | Anirudh Chandrasekar N. Vijay Sundar Prashanth | 6:4, 7:68         |
| 2022                         | Nathaniel Lammons Jackson Withrow | Alexander Erler Lucas Miedler                  | 7:5, 5:7, [11:9]  |
| 2021                         | Facundo Bagnis Sergio Galdós      | Robert Galloway Alex Lawson                    | 6:0, 6:3          |
| 2012–2020: nicht ausgetragen |                                   |                                                |                   |
| 2011                         | Martin Fischer Philipp Oswald     | Alexander Waske Lovro Zovko                    | 6:3, 3:6, [14:12] |
| 2010                         | Alexander Peya Martin Slanar      | Rameez Junaid Frank Moser                      | 7:61, 6:3         |
| 2009                         | Philipp Marx Igor Zelenay         | Sonchat Ratiwatana Sanchai Ratiwatana          | 6:4, 7:5          |